# Oravské Veselé
Oravské Veselé est un village de Slovaquie situé dans la région de Žilina.

## Histoire
Première mention écrite du village en 1629.

## Démographie

### Évolution de la population
| Année:               | 1994. | 2004.    | 2014.   | 2024.   |
| -------------------- | ----- | -------- | ------- | ------- |
| Nombre de personnes: | 2424  | 2738     | 2892    | 3081    |
| Différence:          |       | +12,95 % | +5,62 % | +6,53 % |

| Année:               | 2023. | 2024.   |
| -------------------- | ----- | ------- |
| Nombre de personnes: | 3064  | 3081    |
| Différence:          |       | +0,55 % |